# Zipcar

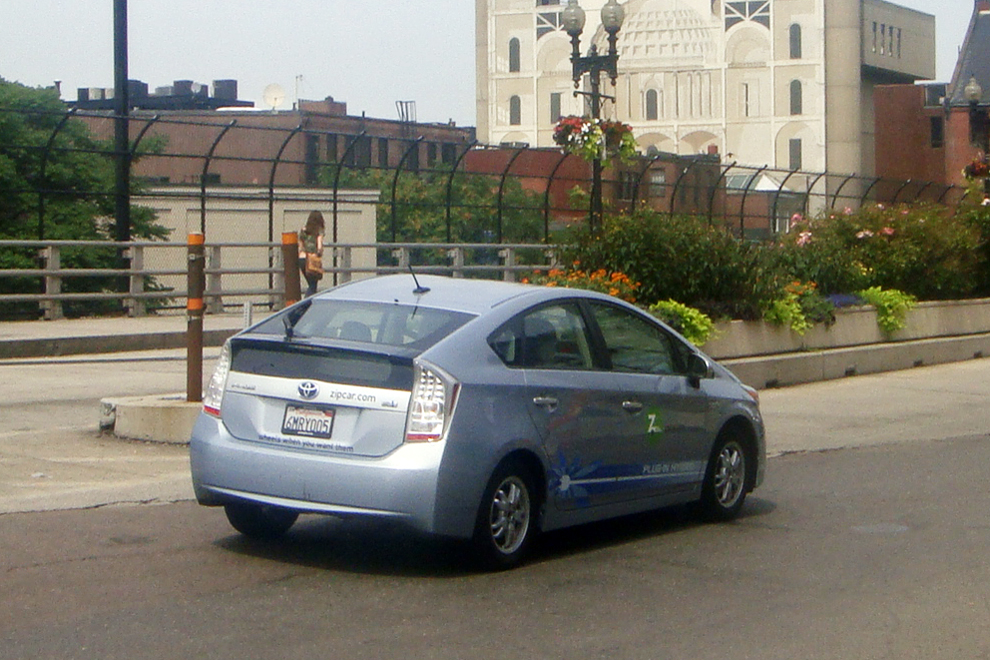
El Toyota Prius Plug-in Hybrid está disponible para miembros de Zipcar en Boston.

Zipcar es una empresa estadounidense que brinda servicios de carsharing o automóviles compartidos a sus miembros mediante reserva previa y con tarifas de uso por hora o por día. Zipcar fue fundada en 2000 en Cambridge, Massachusetts por Antje Danielson y Robin Chase, y ahora es liderado por Mark Norman.
Hasta mayo de 2012 la empresa contaba con 700.000 miembros inscritos y una flota de más de 9.000 vehículos distribuidos en 30 área urbanas de Estados Unidos, Canadá y el Reino Unido. El servicio ofrece más de 30 modelos de vehículos con alta eficiencia en el consumo de combustible que están disponibles en puntos predeterminados. Las mayores operaciones de Zipcar se ubican en Atlanta, Baltimore, Boston, Chicago, Londres, Nueva York, Filadelfia, Pittsburgh, Portland, San Francisco, Seattle, Toronto, Washington D. C. y Vancouver. La compañía también opera en más de 230 campus universitarios.

## Flota

### Vehículos eléctricos
Mediante un acuerdo, Honda ha proporcionado a Zipcar una flota de vehículos eficientes, de bajas emisiones y cero emisions. Esta flota incluye el Honda Insight, Honda Civic Hybrid y el Honda Fit EV